# 아흐메드 칼릴
아흐메드 칼릴 세바이트 무바라크 알주나이비(아랍어: أحمد خليل سبيت مبارك الجنيبي, 1991년 6월 8일 ~ )는 아랍에미리트의 축구 선수이며 현재 알바타에흐 클럽에서 공격수로 뛰고 있으며 2010년 아시안 게임 은메달리스트이다.

## 축구인 경력

### 클럽 경력
알아흘리 유소년 팀에서 활약하였다. 2006-07 시즌 중반 1군 팀으로 승격하여 프로 무대 데뷔전을 치렀으며 알와흐다와의 경기에서 데뷔골을 성공시켰다. 2009년 6월 24일 포츠머스로의 이적설이 제기되었으나 이적이 이루어지지는 않았다. 2010년 3월 18일 알나스르와의 경기에서 첫 해트트릭을 기록하였고 12일 후인 3월 30일엔 알힐랄과의 2010 AFC 챔피언스리그 경기에서 챔피언스리그 데뷔골을 넣었다.

### 대표팀 경력
2008년 AFC U-19 챔피언십에 17세의 나이로 참가하여 4골을 기록하여 MVP와 득점왕을 수상하였으며, 이 활약을 바탕으로 2008 AFC 올해의 유망주 상을 수상하였다. 이어진 2009년 FIFA U-20 월드컵에서도 2골을 기록하며 팀의 8강 진출을 견인하였다. 2010년 AFC U-19 챔피언십에서도 6골을 기록하는 좋은 활약을 펼쳤다. 2011년 AFC 아시안컵, 2012년 런던 하계 올림픽 축구 남자 부문에도 참가하였으나 득점은 기록하지 못하였다.

## 같이 보기
- A매치 100경기 이상 출전한 축구 선수 명단